# GP Ouest France-Plouay 2010
El GP Ouest France-Plouay 2010, 74a edició del GP Ouest France-Plouay, és una cursa ciclista que es disputà el 22 d'agost de 2010 pels voltants de Plouay, a la Bretanya. Es disputen 13 voltes a un circuit, una més que en edicions precedents, per completar un total de 248,3 km. El recorregut és bàsicament pla, amb algunes petites pujades que hauran de superar.
La cursa fou guanyada per l'australià Matthew Harley Goss, que s'imposà a l'esprint a l'estatunidenc Tyler Farrar i el francès Yoann Offredo.

## Equips participants
Els 18 equips ProTour són present a la curs, així com set equips continentals professionals: BBox Bouygues Telecom, BMC Racing Team, Cervélo TestTeam, Cofidis, Saur-Sojasun, Skil-Shimano i Vacansoleil.
| N.      | Codi | Equip                 |
| ------- | ---- | --------------------- |
| 1-9     | SKY  | Team Sky              |
| 11-19   | BBO  | BBox Bouygues Telecom |
| 21-29   | RAB  | Rabobank ProTeam      |
| 31-39   | LAM  | Lampre-Farnese Vini   |
| 41-49   | AST  | Astana Qazaqstan Team |
| 51-59   | ALM  | AG2R La Mondiale      |
| 61-69   | GCE  | Caisse d'Epargne      |
| 71-79   | COF  | Cofidis               |
| 81-89   | FDJ  | FDJ                   |
| 91-99   | KAT  | Team Katusha          |
| 101-109 | EUS  | Euskaltel-Euskadi     |
| 111-119 | MRM  | Team Milram           |
| 121-129 | THR  | Team HTC-Columbia     |

| N.      | Codi | Equip              |
| ------- | ---- | ------------------ |
| 131-139 | GRM  | Garmin-Transitions |
| 141-149 | LIQ  | Liquigas-Doimo     |
| 151-159 | QST  | Quick Step         |
| 161-169 | FOT  | Footon-Servetto    |
| 171-179 | RSH  | Team RadioShack    |
| 181-189 | SAX  | Team Saxo Bank     |
| 191-199 | OLO  | Omega Pharma-Lotto |
| 201-209 | BMC  | BMC Racing Team    |
| 211-219 | CTT  | Cervélo TestTeam   |
| 221-229 | SAU  | Saur-Sojasun       |
| 231-239 | VAC  | Vacansoleil        |
| 241-249 | SKS  | Skil-Shimano       |

## Classificació general
| Posició | Ciclista                 | Equip               | Temps      |
| ------- | ------------------------ | ------------------- | ---------- |
| 1       | Matthew Goss (AUS)       | Team HTC-Columbia   | 6h 37' 53" |
| 2       | Tyler Farrar (USA)       | Garmin-Transitions  | m. t.      |
| 3       | Yoann Offredo (FRA)      | FDJ                 | m. t.      |
| 4       | Leonardo Duque (COL)     | Cofidis             | m. t.      |
| 5       | José Joaquín Rojas (ESP) | Caisse d'Epargne    | m. t.      |
| 6       | Mauro Santambrogio (ITA) | BMC Racing Team     | m. t.      |
| 7       | Peter Sagan (SVK)        | Liquigas-Doimo      | m. t.      |
| 8       | Francesco Gavazzi (ITA)  | Lampre-Farnese Vini | m. t.      |
| 9       | Marco Marcato (ITA)      | Vacansoleil         | m. t.      |
| 10      | Romain Feillu (FRA)      | Vacansoleil         | m. t.      |